# ФК Гунди (Плевен)
ФК „Гунди“ е българска футболна школа, основана на 4 май 1995 година в Плевен за развитие на местния детски и юношески футбол. Собственик е Сотир Пецанов. ФК „Гунди“ не поддържа мъжки състав.